# 犹太复国主义实体
犹太复国主义实体（阿拉伯语：الكيان الصهيوني）是對以色列有敵意的阿拉伯人、穆斯林和其他人士對以色列国的貶稱。該詞的使用者示意以色列国並不合法，拒絕承認以色列是一個國家，表明以色列是由外來殖民者非法建立的政權，而且該詞的使用者還認為錫安主義這一意識形態是以种族歧视和種族主義為中心。另外這個詞主要針對的是以色列國而非猶太人。

## 使用

### 媒体
1967年之前，阿拉伯人和阿拉伯媒体便開始用“犹太复国主义实体”来指稱以色列 。1960年代和1970年代，埃及、叙利亚和约旦的官方广播皆用這一詞彙指稱以色列。  後續，埃及的报纸、叙利亚的国有媒体、黎巴嫩的Al-Manar以及约旦媒体仍繼續使用該詞稱呼以色列。使用該詞彙者並不僅侷限於阿拉伯世界，如法國的地中海電台电台，該電台聽眾主要為阿拉伯裔法国人，也從不正面稱呼以色列，而是使用該詞稱呼以色列。

### 政治
一些阿拉伯国家以及阿拉伯世界的政治人物和知识分子也使用該詞彙。某些阿拉伯國家（特别是伊拉克）甚至在国际文件中也使用該詞彙。利比亚、叙利亚、伊拉克、也门的代表在联合国也會使用該詞彙。在1980年代末的利比亞，該國規定只能使用“犹太复国主义实体”来指称以色列，禁止使用“以色列”或其他詞彙指代以色列。此外伊朗（伊朗伊斯蘭革命後）、真主党、聖城旅、哈马斯、巴勒斯坦伊斯兰圣战运动、巴勒斯坦民族权力机构和巴勒斯坦解放組織也使用這一詞彙。在戴维营协议和巴勒斯坦解放組織承认以色列后巴勒斯坦解放組織使用該詞的頻率一度有所減少，但后来又逐漸增多。

### 其他
爱德华·萨义德表示，阿拉伯裔以色列人与其他巴勒斯坦人的区别之一是，前者認為以色列是一个真正的国家，而不是犹太复国主义实体。